# 盧頓鎮足球會
盧頓足球會（英語：Luton Town Football Club，/ˈluːtən ˈtaʊn/），英國英格蘭東部區域貝德福德郡卢顿的職業足球隊，成立於1885年，綽號「The Hatters（賣帽者）」來自盧頓早年造帽的歷史。早年盧頓大多在低組別的聯賽角逐，自1982年升上舊甲組聯賽後，盧頓曾在英格蘭頂級聯賽角逐了十年，1992年降班後，成績每況愈下。盧頓於2006/07球季由英冠降級，翌年再降一級到英乙作賽，由於未能解決財困，開季已被扣減30分，最終於2008/09年球季後降級到英格蘭足球議會全國聯賽，近89年來首次降級到非聯賽級別角逐。
2013/14球季盧頓奪得英格蘭足球議會全國聯賽冠軍，升上英乙，返回職業聯賽角逐。2017/18年度球季盧頓取得英乙聯賽亞軍，升上英甲聯賽。盧頓升上英甲首個球季，即取得英甲聯賽冠軍，於2019/20年度球季升上英冠作賽。2022/23年度球季透過升班附加賽於決賽的互射12碼階段擊敗高雲地利取得2023/24年度球季英超席位。可惜盧頓在2023/24年度球季只取得英超第18名，在英超作賽一季後降回英冠。
盧頓主場為克尼尔沃思路球场（Kenilworth Road）。

## 大事紀年
| 年 份     | 事 項 |
| --------- | --- |
| 1894–95   | 南部甲組聯賽創始成員。南部甲組聯賽亞軍                                                                            |
| 1895–96   | 南部甲組聯賽亞軍                                                                                                  |
| 1986–97   | 加入聯合聯賽（United League）。聯合聯賽亞軍                                                                       |
| 1897–98   | 獲選加入足球聯盟乙組聯賽。聯合聯賽冠軍                                                                            |
| 1899–1900 | 乙組聯賽排第十七位，不獲重選入足球聯盟                                                                            |
| 1900-01   | 再次加入南部甲組聯賽                                                                                              |
| 1907-08   | 同時友入西部甲B組聯賽                                                                                             |
| 1911-12   | 南部甲組聯賽排第十九位，降級南部乙組                                                                              |
| 1913–14   | 南部乙組聯賽亞軍，升級南部甲組                                                                                    |
| 1920–21   | 足球聯盟南區丙組聯賽創始成員                                                                                      |
| 1936–37   | 南區丙組聯賽冠軍，升級乙組                                                                                        |
| 1954–55   | 乙組聯賽亞軍，升級甲組                                                                                            |
| 1958–59   | 決賽1-2負於，足總杯亞軍                                                                                           |
| 1959–60   | 甲組聯賽排第廿二位，降級乙組                                                                                      |
| 1962–63   | 乙組聯賽排第廿二位，降級丙組                                                                                      |
| 1964–65   | 丙組聯賽排第廿一位，降級丁組                                                                                      |
| 1967–68   | 丁組聯賽冠軍，升級丙組                                                                                            |
| 1969–70   | 丙組聯賽亞軍，升級乙組                                                                                            |
| 1973–74   | 乙組聯賽亞軍，升級甲組                                                                                            |
| 1974–75   | 甲組聯賽排第廿位，降級乙組                                                                                        |
| 1981–82   | 乙組聯賽冠軍，升級甲組                                                                                            |
| 1984–85   | 晉身足總杯四強 |
| 1987–88   | 決賽3-2擊敗，聯賽杯冠軍。晉身足總杯四強                                                                           |
| 1988–89   | 決賽1-3負於諾定咸森林，聯賽杯亞軍                                                                                 |
| 1991–92   | 甲組聯賽排第廿位，降級乙組                                                                                        |
| 1992–93   | 英超成立，乙組改組為甲組〈II〉                                                                                    |
| 1993–94   | 晉身足總杯四強 |
| 1995–96   | 甲組〈II〉聯賽排第廿四位，降級乙組〈III〉                                                                         |
| 1996–97   | 乙組〈III〉聯賽排第三位，附加賽準決賽兩回合累計3-4負於克魯                                                        |
| 2000-01   | 乙組〈III〉聯賽排第廿二位，降級丙組〈IV〉                                                                         |
| 2001-02   | 丙組〈IV〉聯賽亞軍，升級乙組〈III〉                                                                               |
| 2004-05   | 乙組〈III〉聯賽更名英甲聯賽。英甲聯賽冠軍，升級英冠聯賽                                                           |
| 2006-07   | 英冠聯賽排第廿三位，降級英甲聯賽                                                                                  |
| 2007-08   | 因要求債務重組而被扣減10分。英甲聯賽排第廿四位，降級英乙聯賽                                                      |
| 2008-09   | 因未能脫離債務重組及非法付款在開季合共被扣減30分；決賽3-2擊敗，足總錦標冠軍；英乙聯賽排第廿四位，降級議會全國聯賽 |
| 2009-10   | 議會全國聯賽亞軍，附加賽準決賽兩回合累計0-2負於約克城                                                             |
| 2010-11   | 議會全國聯賽排第三位，附加賽準決賽兩回合累計5-1擊敗，曼市球場決賽加時0-0，十二碼3-4負於                           |
| 2011-12   | 議會全國聯賽排第五位，附加賽準決賽兩回合累計3-2擊敗，溫布萊球場決賽1-2負於約克城                                  |
| 2013–14   | 議會全國聯賽冠軍，升班英乙                                                                                        |
| 2017–18   | 英乙聯賽亞軍，升班英甲                                                                                            |
| 2018–19   | 英甲聯賽冠軍，升班英冠                                                                                            |
| 2021–22   | 英冠聯賽排第六位，附加賽準決賽兩回合累計1-2负於                                                                   |
| 2022–23   | 英冠聯賽排第三位，附加賽準決賽兩回合累計3-2擊敗，附加賽決賽1-1，互射十二碼6-5擊敗科芬特里城，隊史首次升上英超     |
| 2023–24   | 英超聯賽排第十八位，降級英冠                                                                                      |
| 2024–25   | 英冠聯賽排第二十二位，降級英甲                                                                                    |

## 近況

### 盃賽成績
| 圈數     | 日期          | 主／客   | 對賽球隊   | 紀錄                      |
| 聯 賽 盃 | 聯 賽 盃      | 聯 賽 盃 | 聯 賽 盃   | 聯 賽 盃                  |
| -------- | ------------- | -------- | ---------- | ------------------------- |
| 第二圈   | 2024年8月27日 | 客       | 昆士柏流浪 | 和1 – 1 互射十二碼負1 – 4 |
| 足 總 盃 |               |          |            |                           |
| 第三圈   | 2025年1月11日 | 客       | 諾定咸森林 | 負0 – 2                   |

## 主場球場
克尼尔沃思路球场（Kenilworth Road）位於英格蘭卢顿市中心西面約半英哩的楓樹路（Maple Road），球場名稱的克尼尔沃思路（Kenilworth Road）則在球場的另一邊。在1905年啟用即為盧頓足球會的主場球場，全座席可容10,102名觀眾。在1980年代比賽草地曾轉用人造草，但在1990代初因足總禁止而停用。2005年為卢顿遷入克尼尔沃思路的百年紀念。
克尼尔沃思路球场四周為民居所包圍，沒有擴建的空間，卢顿前主席大衛‧高拿在1980年代已開始計劃在M1公路10a路口興建新球場，經過多年仍無進展，在2005年因倫敦盧頓機場增建跑道而將建議中的新球場地點納入公共安全管制區內，卢顿董事局正尋找替代地點，暫時對M1公路12路口一幅土地展開初步研究。
球場由5座看台組成：在「克尼尔沃思路看台」（Kenilworth Stand）對面是｢橡樹路看台｣（Oak Road End），其左方是｢主看台｣（Main Stand），右側是｢大衛‧普里斯看台｣（David Preece Stand），兩者對面是一列行政廂房。
2015年3月24日，盧頓對的賽事，球場特別命名為｢UK前列腺癌運動場｣（Prostate Cancer UK Stadium）以提高男士對前列腺癌的關注。

## 榮譽
| 榮譽                      | 次數        | 年度                 |
| 聯 賽 比 賽               | 聯 賽 比 賽 | 聯 賽 比 賽          |
| ------------------------- | ----------- | -------------------- |
| 乙組〈II〉聯賽 冠軍       | 1           | 1981/82年            |
| 乙組〈II〉聯賽 亞軍       | 2           | 1954/55年，1973/74年 |
| 冠軍〈II〉聯賽 附加賽冠軍 | 1           | 2022/23年            |
| 甲級〈III〉聯賽 冠軍      | 2           | 2004/05年，2018/19年 |
| 南區丙組聯賽 冠軍         | 1           | 1936/37年            |
| 丙組〈III〉聯賽 亞軍      | 1           | 1969/70年            |
| 丁組〈IV〉聯賽 冠軍       | 1           | 1967/68年            |
| 乙組〈IV〉聯賽 亞軍       | 1           | 2017/18年            |
| 丙組〈IV〉聯賽 亞軍       | 1           | 2001/02年            |
| 議會全國〈V〉聯賽 冠軍    | 1           | 2013/14年            |
| 杯 賽 比 賽               |             |                      |
| 足總杯 亞軍               | 1           | 1959年               |
| 联赛杯 冠軍               | 1           | 1988年               |
| 联赛杯 亞軍               | 1           | 1989年               |
| 聯賽錦標 冠軍             | 1           | 2008/09年            |

## 球員名單（2025/26）
1. 粗體字為新加盟球員（青年軍提升不計）。
2. 2025年夏季轉會窗（英语：List of English football transfers summer 2025）：6月16日至9月1日。

### 目前效力
| 號碼  | 國籍       | 球員                              | 位置     | 年齡  | 加盟年份 | 前屬球會     | 轉會費     |
| 門 將 | 門 將      | 門 將                             | 門 將    | 門 將 | 門 將    | 門 將        | 門 將      |
| ----- | ---------- | --------------------------------- | -------- | ----- | -------- | ------------ | ---------- |
| 1     | 英格兰     | （James Shea）                    | 門將     | 34    | 2017     | 溫布頓       | 自由轉會   |
| 後 衛 |            |                                   |          |       |          |              |            |
| 2     | 英格兰     | 羅伊爾·沃爾特斯（Reuell Walters） | 右閘     | 20    | 2024     | 阿森纳U21    | 自由轉會   |
| 3     | 蘇格蘭     | 考·（Kal Naismith）               | 中堅     | 33    | 2025     | 布里斯托尔城 | 租借下半季 |
| 5     | 丹麦       | （Mads Andersen）                 | 中堅     | 27    | 2023     | 班士利       | 300萬鎊    |
| 6     | 爱尔兰     | 馬克·麥吉尼斯（Mark McGuinness）  | 中堅     | 24    | 2024     | 卡迪夫城     | 1,000萬鎊  |
| 15    | 英格兰     | （）                              | 中堅     | 23    | 2023     | 曼聯         | 無透露     |
| 28    | 刚果共和国 | 克里斯特·馬科索（Christ Makosso） | 中堅     | 21    | 2025     | RWD莫倫比克  | 無透露     |
| 29    | 英格兰     | 湯馬士·賀姆斯（Tom Holmes）       | 后卫     | 25    | 2024     | 雷丁         | 100萬鎊    |
| 中 場 |            |                                   |          |       |          |              |            |
| 13    | 辛巴威     | （Marvelous Nakamba）             | 防守中場 | 31    | 2023     | 阿士東維拉   | 無透露     |
| 14    | 荷兰       | 陈达毅（Tahith Chong）                        | 右翼     | 25    | 2023     | 伯明翰       | 400萬鎊    |
| 18    | 英格兰     | （Jordan Clark）                  | 正中場   | 31    | 2020     | 阿克寧頓     | 自由轉會   |
| 20    | 英格兰     | 利亞姆·沃爾什（Liam Walsh）       | 正中場   | 27    | 2024     | 斯旺西城     | 自由轉會   |
| 22    | 西班牙     | 拉敏·达波（Lamine Dabo）          | 防守中場 | 21    | 2025     | AIK          | 380萬鎊    |
| 26    | 格林纳达   | （Shandon Baptiste）              | 正中場   | 27    | 2024     | 布伦特福德   | 自由轉會   |
| 前 鋒 |            |                                   |          |       |          |              |            |
| 11    | 英格兰     | （Elijah Adebayo）                | 中鋒     | 27    | 2021     | 華素爾       | 無透露     |
| 19    | 蘇格蘭     | （）                              | 中鋒     | 27    | 2023     | 斯托克城     | 250萬鎊    |
| 21    | 爱尔兰     | 米勒尼克·阿里（Millenic Alli）    | 中鋒     | 25    | 2025     | 埃克塞特城   | 150萬鎊    |
| 25    | 圭亚那     | 以赛亚·琼斯（Isaiah Jones）       | 右翼     | 26    | 2025     | 米德尔斯堡   | 500萬鎊    |
| 44    | 挪威       | 拉塞·诺尔达斯（Lasse Nordås）     | 中鋒     | 23    | 2025     | 特隆瑟       | 300萬鎊    |
| 10    | 英格兰     | （Cauley Woodrow）                | 中鋒     | 31    | 2022     | 班士利       | 無透露     |

1. ↑  租借下半季(22/23)，後買斷

## 著名球星
- 約翰·雅士頓（英语：John Aston Jr.）（John Aston）：傑出的翼鋒，為曼聯歐洲杯冠軍成員之一
- 比利·冰咸（Billy Bingham）：北愛爾蘭國腳及領隊
- 居迪斯·戴維斯（Curtis Davies）：打破赫臣的紀錄以300萬轉投西布朗
- 梅爾·唐納基（Mal Donaghy）：擁有盧頓球員代表國家最多紀錄，為北愛出戰58次
- 唐·基雲斯（Don Givens）：前愛爾蘭代表隊入球紀錄保持者
- 米克·夏福特（Mick Harford）：球迷的寵兒
- 約翰·赫臣（John Hartson）：以250萬鎊轉投阿仙奴為球隊當時最高轉會費紀錄
- 歷奇·希路（Ricky Hill）：英格蘭國腳
- 馬琴·麥當奴（Malcolm Macdonald）：綽號“超級麥”（Supermac），曾代表英格蘭在一場比賽射入五球
- 卜·莫頓（英语：Bob Morton (footballer, born 1927)）（Bob Morton）：由1948至1964年為球隊在聯賽上陣494次
- 大衛·摩西斯（英语：David Moss (footballer, born 1952)）（David Moss）：偉大的傳球者及自由球專家的翼鋒
- 祖·披尼（英语：Joe Payne (footballer, born 1914)）（Joe Payne）：單季入球最高紀錄的55球，曾在一場比賽射入10球
- 布魯士·里奧治（Bruce Rioch）：68年奪得丁組冠軍的球星，往後代表及蘇格蘭取得更大的成就
- 萊斯·施利（Les Sealey）：代表盧頓出賽207次，最佳守門員
- 白賴仁·史甸（Brian Stein）：代表盧頓出賽427場，射入130球
- 保羅·華殊（Paul Walsh）：被視為盧頓歷來最具天份的前鋒